# Acacia laxiflora
Acacia laxiflora é uma espécie de leguminosa do gênero Acacia, pertencente à família Fabaceae.